# Tipula (Platytipula) xanthodes
Tipula (Platytipula) xanthodes is een tweevleugelige uit de familie langpootmuggen (Tipulidae). De soort komt voor in het Palearctisch gebied.